# Hans Petter Moland
Hans Petter Moland, född 17 oktober 1955 i Oslo, är en norsk filmregissör och manusförfattare. Moland är utbildad i Förenta staterna och arbetade med reklamfilm innan han slog igenom som spelfilmsregissör på 1990-talet. Han har ofta samarbetat med Stellan Skarsgård.

## Liv och gärning
Hans Petter Moland föddes i Oslo men hade sina formativa år i Förenta staterna. Han läste film- och teaterregi vid Emerson College i Boston, Massachusetts där han utexaminerades 1978. De nästföljande åren hade han en internationell karriär som regissör av reklamfilm och musikvideor, knuten till New York-bolaget Giraldi Productions. Han flyttade hem till Norge 1985 och grundade 1988 det egna produktionsbolaget Moland Film Co.
Han långfilmsdebuterade 1993 med Secondløitnanten som utspelar sig i Norge under andra världskriget. Hans nästa film var Zero Kelvin – kärlekens fryspunkt från 1995, som fick Amandapriset för bästa film och Juryns stora pris vid filmfestivalen i San Sebastián. Tre av Molands filmer har varit uttagna till huvudtävlan vid filmfestivalen i Berlin: The beautiful country 2004, En ganska snäll man 2010 och Kraftidioten 2014. Han har vid upprepade tillfällen samarbetat med den svenske skådespelaren Stellan Skarsgård.

## Filmregi
- Secondløitnanten (1993)
- Zero Kelvin – kärlekens fryspunkt (Kjærlighetens kjøtere) (1995)
- Aberdeen (2000)
- "De beste går først" i filmantologin Folk flest bor i Kina (2002)
- The beautiful country (2004)
- Gymnasielärarens lilla röda (Gymnaslærer Pedersen) (2006)
- En ganska snäll man (En ganske snill mann) (2010)
- Når boblene brister (2012) - dokumentärfilm
- Kraftidioten (2014)

Absolution (2024)